# Шамсабад (дегестан, остан Марказі)
Шамсабад (перс. شمس آباد) — дегестан в Ірані, в Центральному бахші, в шагрестані Ерак остану Марказі. За даними перепису 2006 року, його населення становило 6004 особи, які проживали у складі 1645 сімей.

## Населені пункти
До складу дегестану входять такі населені пункти:
- Аліабад
- Алімабад
- Арковієн
- Бан
- Ґоль-Таппе
- Ґольшанабад
- Ґуше
- Джамальабад
- Діне-Кабуд
- Касемабад
- Неєстан
- Нур-е Ейн
- Сакі-є Олія
- Сакі-є Софла
- Сір-Канд
- Хоррамабад
- Чанґезін
- Чешме-Пагн
- Шамсабад